# Тарнавська сільська рада (Чортківський район)
Тарна́вська сільська рада — колишня адміністративно-територіальна одиниця і орган місцевого самоврядування в Чортківському районі Тернопільської області. Адміністративний центр — с. Тарнавка.

## Загальні відомості
- Територія ради: 9,355 км²
- Населення ради: 401 особа (станом на 2001 рік)
- Територією ради протікає річка Нічлава

## Населені пункти
Сільській раді були підпорядковані населені пункти:
- с. Тарнавка

## Історія
Сільська рада утворена у вересні 1939 року.
29 липня 2015 року увійшла до складу Колиндянської сільської громади.

## Географія
Тарнавська сільська рада межувала з Давидківською сільською радою — Чортківського району, Лосячською та Озерянською сільськими радами — Борщівського району.

## Сільська рада
Рада складалася з 12 депутатів та голови.

### Керівний склад попередніх скликань

#### Голови ради
| Прізвище, ім'я, по батькові    | Основні відомості | Дата обрання | Дата звільнення |
| ------------------------------ | ----------------- | ------------ | --------------- |
| Данилюк Ярослава Володимирівна | Сільський голова  | 1990         | 1994            |
| Возьний Корналь Євстахович     | Сільський голова  | 1994         | 1998            |
| Возьний Корналь Євстахович     | Сільський голова  | 1998         | 2002            |
| Сміхун Іван Йосипович          | Сільський голова  | 2002         | 2006            |
| Лісовий Михайло Петрович       | Сільський голова  | 26.03.2006   | 31.10.2010      |
| Лісовий Михайло Петрович       | Сільський голова  | 31.10.2010   | 29.07.2015      |

Примітка: таблиця складена за даними сайту Верховної Ради України

#### Секретарі ради
| Прізвище, ім'я, по батькові | Основні відомості | Дата обрання | Дата звільнення |
| --------------------------- | ----------------- | ------------ | --------------- |
| Данилюк Ольга Антонівна     | Секретар          | 1990         | 1994            |
| Данилюк Ольга Антонівна     | Секретар          | 1994         | 1998            |
| Данилюк Ольга Антонівна     | Секретар          | 1998         | 2002            |
| Данилюк Ольга Антонівна     | Секретар          | 2002         | 2006            |
| Данилюк Ольга Антонівна     | Секретар          | 2006         | 2010            |
| Данилюк Ольга Антонівна     | Секретар          | 2010         | 2015            |

### Депутати

#### VI скликання
За результатами місцевих виборів 2010 року депутатами ради стали:
1. Мірошніченко Марія Йосипівна
2. Курасова Анна Грирорівна
3. Зіник Михайло Павлович
4. Ігнат Ольга Омелянівна
5. Данилюк Ольга Антонівна
6. Слонь Оксана Тадеївна
7. Антонишин Аліна Анатоліївна
8. Гриньків Євстахій Михайлович
9. Бойчук Надія Михайлівна
10. Танасів Марія Дмитрівна
11. Недопитальський Богдан Степанович
12. Матійчук Галина Ярославівна

#### V скликання
За результатами місцевих виборів 2006 року депутатами ради стали:
1. Мірошніченко Марія Йосипівна
2. Курасова Ганна Григорівна
3. Зіник Михайло Павлович
4. Ігнат Ольга Омелянівна
5. Данилюк Ольга Антонівна
6. Слонь Оксана Тадеївна
7. Антонишин Аліна Анатоліївна
8. Гриньків Євстахій Михайлович
9. Бойчук Надія Михайлівна
10. Танасів Марія Дмитрівна
11. Недопитальський Богдан Степанович

#### IV скликання
За результатами місцевих виборів 2002 року депутатами ради стали:
1. Козак Іван Степанович
2. Лісовий Михайло Петрович
3. Мірошніченко Марія Йосипівна
4. Ігнат Ольга Омелянівна
5. Чечалюк Ярослава Василівна
6. Данилюк Ольга Антонівна
7. Гузар Любомира Богданівна
8. Рипчук Ганна Адольфівна
9. Антонишин Аліна Анатоліївна
10. Вовк Надія Адамівна
11. Гриньків Євстахій Михайлович
12. Бойчук Надія Михайлівна
13. Танасів Марія Дмитрівна
14. Роздольська Ірина Степанівна
15. Шиптур Роман Ярославович

#### III скликання
За результатами місцевих виборів 1998 року депутатами ради стали:
1. Михасів Б.П.
2. Лісовий М.П.
3. Танасів І.І.
4. Ігнат О.О.
5. Чечалюк Я.В.
6. Данилюк О.А.
7. Корнєєва Н.О.
8. Возна Я.О.
9. Прокопович Л.М.
10. Шевчук М.Г.
11. Данилюк М.В.
12. Гриньків Є.М.
13. Мельничук М.В.
14. Танасів В.Т.
15. Данилюк А.Г.

#### II скликання
За результатами місцевих виборів 1994 року депутатами ради стали:
1. Лісова Марія Михайлівна
2. Вільховий Лев Євстахович
3. Мірошніченко Олександр Сергійович
4. Галабурда Григорій Йосипович
5. Данилюк Ольга Антонівна
6. Ігнат Ольга Омельянівна
7. Лукіянець Степан Маркович
8. Мельничук Марія Володимирівна
9. Танасів Володимир Томкович
10. Гузар Любомира Богданівна

#### I скликання
За результатами місцевих виборів 1990 року депутатами ради стали:
1. Сміхун Мирон Якович
2. Лісова Марія Михайлівна
3. Мірошніченко Олександр Сергійович
4. Лісовий Антін Григорович
5. Малінін Ізидор Степанович
6. Данилюк Ольга Антонівна
7. Рибчук Леонід Володимирович
8. Рибчук Ганна Адольфівна
9. Струтинський Василь Григорович
10. Кушнір Ольга Миколаївна
11. Недопитальський Богдан Степанович
12. Танасів Володимир Томкович
13. Данилюк Ярослава Володимирівна
14. Гузар Любомира Богданівна